# Podoctellus johorensis
Podoctellus johorensis is een hooiwagen uit de familie Podoctidae.